# Mixed-Up Mother Goose
Mixed-Up Mother Goose (Los revueltos de Mamá Ganso) es una aventura gráfica infantil desarrollada por Roberta Williams. La primera versión data del año 1987, pero existen otras tres versiones posteriores lanzadas en 1990, 1992 y 1996. Todas las versiones tienen el mismo argumento, pero son drásticamente distintas a nivel técnico.

## Argumento
Tomas el papel de un niño o niña que viaja a la tierra de Mamá Ganso. Esta te pide que ayudes a los personajes que pueblan la tierra a completar sus rimas, para lo cual debes traerles a cada uno un objeto concreto que les ayudará en tal propósito. Los objetos están repartidos por toda la tierra y debes encontrarlos y devolvérselos a sus dueños.

## Versión de 1987
La primera versión está basada en el parser AGI utilizado por todas las aventuras gráficas de Sierra entre 1984 y 1988. Tiene una resolución de 160x200 y se basa en mover al personaje con el teclado, simplificando el sistema de recoger los objetos.

## Versión de 1990
Esta segunda versión se basa en el parser SCI0, ya utilizado en King's Quest IV y el remake de King's Quest I. La gran diferencia es una resolución de 320x200 y el uso de tarjeta de sonido.

## Versión de 1992
La tercera versión es el primer videojuego de Sierra lanzado en CD-ROM, y es una profunda renovación gráfica y sonora, que incluye gráficos VGA y el uso de voces. Las voces, además, están incluidas en varios idiomas, entre ellos español latinoamericano. Una versión inicial está basada en SCI1, y una actualización posterior en SCI1.1

## Versión de 1996
La cuarta y última versión, titulada Mixed-Up Mother Goose Deluxe, al estar basada en SCI2, posee gráficos SVGA de mayor resolución y música mejorada. Además, incluye un audio CD como bonus.